# Konik Garbusek (film 1947)

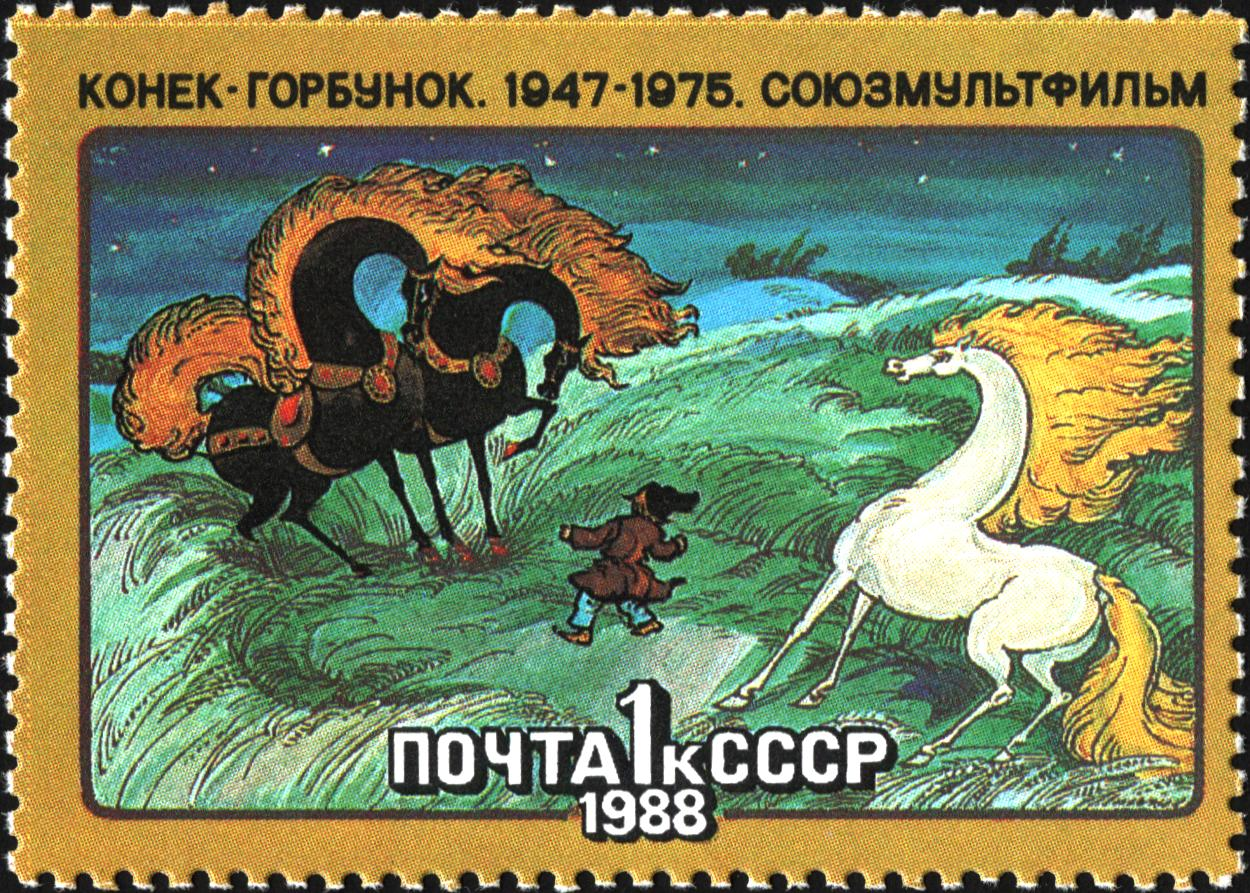
Radziecki znaczek pocztowy z 1988 roku, którego tematem jest Konik Garbusek.

Konik Garbusek / Iwan i zaczarowany kucyk (ros. Конёк-Горбунок, Koniok-Gorbunok) – radziecki film animowany z 1947 roku w reżyserii Iwana Iwanowa-Wano.
Film powstał na podstawie baśni Piotra Jerszowa o tym samym tytule. Jest to pierwszy pełnometrażowy radziecki film animowany.
W 1975 roku powstała nowsza wersja filmu wykonana przez tego samego reżysera oraz studio.

## Fabuła
Młody chłopiec imieniem Wania został wysłany przez swoich braci do pilnowania zbiorów, których co noc ubywało. W nocy Wanii ukazała się ognista klacz. Dzięki dobremu sercu udało się chłopcu ją osiodłać. W zamian Iwan został hojnie obdarowany. Otrzymał dwa piękne złote rumaki oraz małego zaczarowanego kucyka z garbem na plecach, który potrafił mówić i znał odpowiedzi na wszystkie pytania. Wkrótce potem car dowiaduje się, kto jest prawowitym właścicielem koni, a Wania dostaje propozycję pracy na carskim dworze jako stajenny.
Twórcy filmu sięgnęli do rosyjskiej baśni ludowej, której bogate tło pozwoliło na wykorzystanie malowniczości i dekoracyjności kostiumu i architektury rosyjskiej. Akcja Konika Garbuska rozgrywa się na tle bajkowych chałupek, zamków i cerkwi, barwnie zharmonizowanych, przypominających czasami swymi kolorami ikony szesnastowieczne lub też ludowe obrazy malowane na szkle. Twórcy filmu stworzyli indywidualną formę plastyczną, będącą kompilacją elementów baśniowej fantastyki oraz subtelnej, realistycznie groteski.

## Obsada głosowa
- Walentina Spierantowa – Wania
- Aleksandr Kaczanow – Konik Garbusek
- Gieorgij Millar – car
- Gieorgij Wicyn – koniuszy
- Galina Nowożyłowa – Cud Dziewczyna
- Leonid Pirogow – Daniłło
- Anatolij Kubacki – Gawryłła
- Nonna Jastriebowa – Kobyła
- Gieorgij Czernowolenko – narrator

## Animatorzy
- Nikołaj Fiodorow, Dmitrij Biełow, Lidija Riezcowa, Boris Diożkin, Grigorij Kozłow, Nadieżda Priwałowa, Faina Jepifanowa, Roman Dawydow

## Nagrody
- 1948 – Dyplom Honorowy na 3. MFF w Mariańskich Łaźniach (Czechosłowacja)
- 1950 – Nagroda Specjalna Jury na 3. MFF w Cannes

## Wersja polska
Film w Polsce miał premierę w 1948 roku.
Wersja wydana na DVD w serii: Michaił Barysznikow – bajki z mojego dzieciństwa: Iwan i zaczarowany kucyk (odcinek 4)
- W wersji polskiej udział wzięli: Hanna Kinder-Kiss i Adam Wnuczko.
- Tłumaczenie: Maciej Rosłoń